# Лидиад
Лидиад из Мегалополя (др.-греч. Λυδιάδας; погиб в 227 до н. э.) — древнегреческий политический и военный деятель. C 242 года до н. э. был тираном Мегалополя.
Оценив успехи Ахейского союза в объединении Пелопоннеса, в 235 году до н. э. Лидиад отрёкся от власти и присоединил свой город к союзу. Его способности сразу были по достоинству оценены ахейцами. Лидиад приобрёл такое уважение и влияние, что был избран стратегом Ахейского союза уже в 234—233 годах до н. э. Он также избирался стратегом поочерёдно с Аратом в 232—231 и 230—229 годах до н. э. В своей деятельности горячий и решительный Лидиад был политическим противником осторожного Арата, причём последний всячески препятствовал его избранию на должность стратега. Был сторонником присоединения к Ахейскому союзу Спарты.
В Клеоменову войну в 227 году до н. э. вместе с Аратом отражал поход спартанцев на Мегалополь. В сражении при Ладокиях под Мегалополем, наступавшие и уже теснившие спартанцев ахейцы были остановлены неожиданным приказом Арата перед каким-то рвом.
Командующий в сражении конницей Лидиад был крайне возмущён нерешительностью стратега, не подчинился приказу, осыпал его оскорблениями, начал собирать вокруг себя всадников с призывом поддержать преследующих неприятеля, не упускать победы и не покидать его, Лидиада, сражающегося и защищающего отечество. Собрав около себя сильный отряд, он ударил на правое крыло спартанского войска и обратил врага в бегство. Однако преследование спартанцев завело его в неровное место, засаженное виноградниками и изрезанное рвами, где преимущество ахейской конницы сошло на нет. Заметив это, царь Спарты Клеомен III немедленно послал туда отряды тарентинцев и критян. Лидиад, несмотря на отчаянное сопротивление, был убит. Спартанцы после этого успеха воспрянули духом, ударили на ахейцев и обратили в бегство всё их войско.
Клеомен III, проявив уважение к достойному противнику, украсил тело павшего Лидиада пурпурным одеянием, возложил ему на голову венок и в торжественной процессии отправил к воротам Мегалополя.